# Zhuravliov
Zhuravliov (del ruso: Журавлёв) es un jútor del raión de Gulkévichi del krai de Krasnodar, en el sur de Rusia. Está situado en la orilla derecha del río Zelenchuk Treti, frente a Partizán, 25 km al suroeste de Gulkévichi y 116 km al este de Krasnodar, la capital del krai. Tenía 209 habitantes en 2010.
Pertenece al municipio Skobelevskoye.